# 红旗街道 (泰州市)
红旗街道是中华人民共和国江苏省泰州市海陵区下辖的一个街道办事处。实际上由泰州市农业开发区（又名江苏省现代农业综合开发示范区）管辖，农业开发区街道设立于2005年3月，位于泰州市东北郊，南接京泰路街道和苏陈镇，西连城东街道，北邻姜堰市淤溪镇，东毗姜堰市桥头镇，总面积约38.6平方公里，下辖4个社区居委会：红旗居委会（辖红旗农场东场）、泰联居委会（辖红旗农场西场）、站北居委会（辖良种繁育场、棉花原种繁育场、水产养殖场、南舍村）、中菱居委会（辖中菱村）。

## 行政区划
红旗街道下辖以下村级行政区划单位：
红旗社区、中菱社区、泰联社区、中菱村和南舍村。